# Parque Paisajístico de Kozubów
El Parque Paisajístico de Kozubów (en polaco: Kozubowski Park Krajobrazowy) es un área protegida (un parque paisajístico) en el centro-sur de Polonia, que cubre una superficie de 66,13 km².
El parque se encuentra dentro del Voivodato de Świętokrzyskie, en los siguientes condados:
- Condado de Kazimierza (Gmina Czarnocin)
- Condado de Pińczów (Gmina Pińczów, Gmina Działoszyce, Gmina Michałów, Gmina Złota)

El parque toma su nombre del pueblo de Kozubów, situado en la Gmina Pińczów.
Dentro del parque paisajístico existen dos reservas naturales.
Una característica destacada del parque es su paisaje rocoso cubierto de loess.